# Sarkajauratj
Sarkajauratj är en sjö i Jokkmokks kommun i Lappland och ingår i Piteälvens huvudavrinningsområde. Sarkajauratj ligger i Kronogård Natura 2000-område.